# L'Infidèle (film, 1928)
Pour les articles homonymes, voir L'Infidèle.
Pour plus de détails, voir Fiche technique et Distribution.
L'Infidèle (The Mating Call) est un film muet américain réalisé par James Cruze et sorti en 1928.
Le film a été restauré en partenariat avec l'Université du Nevada en 2006.

## Synopsis
Un soldat rentre chez lui après la Première Guerre mondiale. Il découvre alors que son mariage a été annulé et que sa femme s'est remariée.

## Fiche technique
- Titre original : The Mating Call
- Réalisation : James Cruze
- Scénario : Walter Woods d'après le roman The Mating Call de Rex Beach de 1927[1]
- Producteur : Howard Hughes (non crédité)
- Production : Paramount Pictures
- Photographie : Ira H. Morgan
- Musique : Robert Israel
- Montage : Walter Woods
- Pays de production :  États-Unis
- Durée : 7 bobines[2]
- Date de sortie :
  - États-Unis : 21 juillet 1928

## Distribution
- Thomas Meighan : Leslie Hatton
- Evelyn Brent : Rose Henderson
- Renée Adorée : Catherine
- Alan Roscoe : Lon Henderson
- Gardner James : Marvin Swallow
- Helen Foster : Jessie
- Luke Cosgrove : Judge Peebles
- Cyril Chadwick : Anderson
- Will Walling : Oncle Billy
- Delmer Daves
- Frederic Richard Sullivan[3]